# Wilhelm Herrlinger
Wilhelm Herrlinger (* 25. März 1809 in Großgartach; † 17. Juli 1849 in Großgartach) war ein deutscher Gutsbesitzer und Politiker.

## Leben
Herrlinger war Ökonom und Gutsbesitzer in Großgartach. Wegen Mitwisserschaft und Begünstigung revolutionärer Umtriebe wurde er nach Untersuchung des Kriminalamtes Stuttgart verhaftet und 1838 zu zwei Monaten Festungsarrest verurteilt. Im Zuge der Demagogenverfolgung wurde er im Schwarzen Buch der Frankfurter Bundeszentralbehörde (Eintrag Nr. 680) festgehalten.
Für den Wahlkreis Heilbronn Amt gehörte er dem „langen Landtag“ 1848/1849 an, er war von 1848 bis 1849 Mitglied der Abgeordnetenkammer der Württembergischen Landstände. Er starb noch vor dessen Auflösung.